# Automeris peigleri
Espèce
Automeris peigleri est une espèce de papillon de la famille des Saturniidae.